# Ectemnonotum amplum
Ectemnonotum amplum is een halfvleugelig insect uit de familie schuimcicaden (Cercopidae). De wetenschappelijke naam van deze soort is voor het eerst geldig gepubliceerd in 1927 door Lallemand.